# 아폴로 극장
아폴로 극장(Apollo Theater)은 뉴욕 시 맨해튼 근교 애덤 클레이튼 포웰 2세 도로와 프레드릭 더글러스 도로 사이 253 웨스트 125번가에 자리한 아프리카계 미국인 공연자들을 위한 공연장이다. 1987년에서 2008년까지 초총 1,093회 방송된 전국 텔레비전 버라이어티 재능대회 쇼 《쇼타임 앳 더 아폴로》의 개최지였다.
1,506명의 수용력을 자랑하는 아폴로 극장은 조지 키스터가 신고전주의 양식으로 설계하고 1914년 허티그 & 시몬스 뉴 벌레스크 극장(Hurtig & Seamon's New Burlesque Theater)로서 개업했다. 이름이 아폴로가 된 것은 1934년으로, 그때부터 흑인 고객을 대상으로 운영됐다. 그 전까지는 백인 전용 공연장이었다. 1983년 건물 내외부가 뉴욕 시 역사건조물로 등록되었고 이후 국립사적지에 등록되었다. 매해 130만 명이 방문하고 있다.